# Cueva Viálova
La cueva Viálova (en ruso: пещера Вялова) es una cueva en una meseta baja de la montaña Chatyr-Dag, en la República Autónoma de Crimea de Ucrania y reclamada por República de Crimea, adherida a Rusia desde marzo de 2014.
La cueva tiene una entrada vertical de 31 m de profundidad, que poco a poco (a una profundidad alrededor de 16 m) se transforma en un eje fuerte (casi vertical). La profundidad total de la cueva es de 124 m. Pertenece al sistema de cuevas Viálova. 
La cueva debe su nombre al espeleólogo ruso Oleg Viálov. También tiene un nombre anterior derivado del tártaro de Crimea: Togerik-Alan-Hosar (Тогерик-Алан-Хосар).